# Comté de Sheridan (Montana)
Pour les articles homonymes, voir Comté de Sheridan.
Le comté de Sheridan est un des 56 comtés de l’État du Montana, aux États-Unis. En 2010, la population était de 3 384 habitants. Son siège est Plentywood. Le comté a été fondé en 1913.

## Géolocalisation
|                  | Saskatchewan, Canada |                                                                   |
| Comté de Daniels | Comté de Sheridan    | Comté de Williams, Dakota du Nord Comté de Divide, Dakota du Nord |
|                  | Comté de Roosevelt   |                                                                   |

## Principales villes
- Medicine Lake
- Outlook
- Plentywood
- Westby